# ریکا اوتسوگی
ریکا اوتسوگی (انگلیسی: Reika Utsugi؛ زادهٔ ۱ ژوئن ۱۹۶۳) ورزشکار سافت‌بال اهل ژاپن است.
وی در مسابقات کشوری و بین‌المللی در مجموع برندهٔ ۶ مدال طلا، ۳ مدال نقره، ۱ مدال برنز شده‌است.